# Derek Trucks
Derek Trucks (Jacksonville, Florida, 1979. június 8. –) amerikai gitáros.

## Pályafutása
A floridai születésű Trucks 9 évesen fogott először gitárt a kezébe és gyorsan kiderült, hogy csodagyerek. Zenekarával hamarosan turnézni kezdett és több lemezt is kiadott. Korai munkássága elsősorban a blues zenén alapult, főleg a The Allman Brothers Band inspirálta, ahol nagybátyja, Butch Trucks dobos és alapító tag volt. Később olyan zenészek, zenekarok befolyásolták, mint Howlin’ Wolf (blues), a jazz zenészek közül: Miles Davis, Sun Ra, John Coltrane, Charlie Christian, később Wayne Shorter és sokan mások.
A keleti és az indiai klasszikus zenén és Duane Allman játékán alapuló slide guitar technikája kiemelkedő. 2003-ban és 2011-ben is ő volt a legfiatalabb gitáros, aki rákerült a Rolling Stone magazin minden idők 100 legjobb gitárosának listájára, és ő vált a legjobb slide gitárossá Duane Allman óta.
A Derek Trucks Band 1994-ben alakult. Ez a zenekar vált Trucks állandó háttérzenekarává. A zenekar mostani[mikor?] felállása:
- Derek Trucks – gitár
- Kofi Burbridge – billentyűs hangszerek, fuvola, vokál
- Todd Smallie – basszusgitár, vokál
- Yonrico Scott – dob, ütőhangszerek, vokál
- Mike Mattison – ének
- Count M’Butu – ütőhangszerek

Derek 1999-ben csatlakozott nagybátyjához és a The Allman Brothers Band-hez, de közben folytatja saját zenekara irányítását. Az együttessel 2 CD-t (2000: Peakin’ at the Beacon, 2003: Hittin’ the Note) és két koncert-DVD-t (2003: At the Beacon Theatre, 2004: One Way Out) adott ki.
2006-ban csatlakozott Eric Clapton Back Home című turnéjához.